# Journal of Physical Chemistry C
Het Journal of Physical Chemistry C is een wetenschappelijk tijdschrift met peer review, dat wordt uitgegeven door de American Chemical Society. De naam wordt gewoonlijk afgekort tot J. Phys. Chem. C. Het tijdschrift publiceert onderzoek uit de nanotechnologie, oppervlaktechemie, katalyse en elektronica.
Het tijdschrift werd opgericht in 2007, als afscheiding van het Journal of Physical Chemistry A en het Journal of Physical Chemistry B.
In 2017 bedroeg de impactfactor van het tijdschrift 4,484.